# 会津若松市立北会津中学校
会津若松市立北会津中学校（あいづわかまつしりつ きたあいづちゅうがっこう）は、福島県会津若松市にある公立中学校。通称は北中、北会津中。

## 概要
会津若松市の旧北会津村地域では唯一の中学校である。旧校舎は1964年の完成当時は福島県内では最も近代的な造りだった。

## 沿革
- 1964年（昭和39年） - 川南中学校と荒舘中学校が統合し北会津村立北会津中学校設立
- 2004年（平成16年）11月1日 - 市町村合併により、会津若松市立北会津中学校へ改称
- 2009年（平成21年） - 現校舎着工
- 2010年（平成22年） - 現校舎竣工
- 2011年（平成23年）- 現校舎使用開始
- 同年 - 旧校舎解体

## 部活動

### 常設運動部
- ソフトボール部
- サッカー部
- テニス部
- バスケットボール部
- 卓球部

### 常設文化部
- 音楽部
- 芸術部

### 特設部
- 陸上部
- 駅伝部
- 剣道部
- 野球部
- 水泳部
- 相撲部
- 合唱部

## 著名な出身者
- 山口隆（サンボマスターのヴォーカリスト）